# IND 컬버선
IND 컬버선(IND Culver Line, 구 BMT 컬버선)은 뉴욕 지하철의 철도 노선으로 B 디비전에 속해 있다. 다운타운 브루클린 남부에서 브루클린 코니아일랜드에 이른다. 이 노선의 이름은 앤드류 컬버(Andrew Culver)의 이름을 따서 지었다. 앤드류 컬버는 현재의 지하철 선에 대응했던 옛 컬버선을 건설했다. 컬버선의 완행 선로는 F 운행과 베르겐 스트리트(Bergen Street)와 처치 애비뉴(Church Avenue) 구간의 G 운행을 제공한다. 처치 애비뉴의 북쪽에 있는 급행 선로는 1976년 이래 정기적으로 사용되지 않았으며, 디트마스 애비뉴와 애비뉴 X 사이의 혼잡 구간 급행 선로는 1987년 이후 정기 운행을 하지 않았다.
이 노선은 제이 스트리트-메트로테크 북쪽의 (컬버선 열차가 IND 6번로선,IND 8번로선에 접근할 수 있는) 연동 장치에서 시작되고, 남쪽의 켄싱턴의 처치 애비뉴에 이르기까지 복복선으로 구성되며, 원래의 인디펜던트 서브웨이 시스템(Independent Subway System)의 유일한 지상 구조물에 있는 고와누스 운하(Gowanus Canal)를 건넌다. 켄싱턴(Kensington)에서는 진입로를 타고 브루클린 래피드 트랜싯 컴퍼니(Brooklyn Rapid Transit Company)가 이중 계약의 일부로 운영하는 세 개의 선로된 고가 구조물로 올라간다. 이 진입로가 1954년에 열렸을 때, 1975년 폐쇄될 때까지 켄싱턴 북서부에서 선셋파크로 가는 구식 경로가 컬버 셔틀(Culver Shuttle)로 남아있었다. 코니아일랜드 선의 마지막 부분은 위의 BMT 브라이튼선이 있는 이층 고가 구조의 저상층에 있다.
1954년까지 BMT 부문의 일부로 운영되는 컬버선의 고가 부분은 이전의 IND 계통이었던 F만을 운행하고, IND의 일부로 연결 및 신호화 된다. 그러나 BMT 라디오 주파수 B1은 처치 애비뉴 남쪽 노선의 고가 부분에서 사용된다.

## 범위 및 운행계통
|          | 시간대  | 노선 범위                     |
| -------- | ------- | ----------------------------- |
| "F" 열차 | 전 시간 | 전 구간                       |
| "G" 열차 | 전 시간 | 베르겐 스트리트 ~ 처치 애비뉴 |

컬버선은 F 계통이 전 구간을 완행으로 지난다. 베르겐 스트리트 남쪽에서 처치 애비뉴까지의 운행 부분은 G 브루클린-퀸스 크로스타운 서비스를 통해 제공된다. 두 운행 계통은 상시 운행된다.
노선의 북부에는 2개의 급행 선로가 있으며, 남부에는 1개의 급행 선로가 있다. 그러나 급행 운행은 1968년에서 1987년까지 한 번만 운영되었다. 예산 부족, 승객의 반대, 1999년 베르겐 스트리트 역의 심각한 신호 화재로 급행 운행이 복구되지 못했다. 이 문제는 2007년 6월에 급행 운행 청원서가 2,600개의 서명에 도달하여 언론의 주목을 받았다. 컬버선은 2009년부터 2013년 초까지 수리를 마쳤으며 그 기간 동안 급행 선로를 교체하고 개보수하여 향후 급행 운행을 용이하게 할 수 있다.

### 제이 스트리트 ~ 처치 애비뉴 간

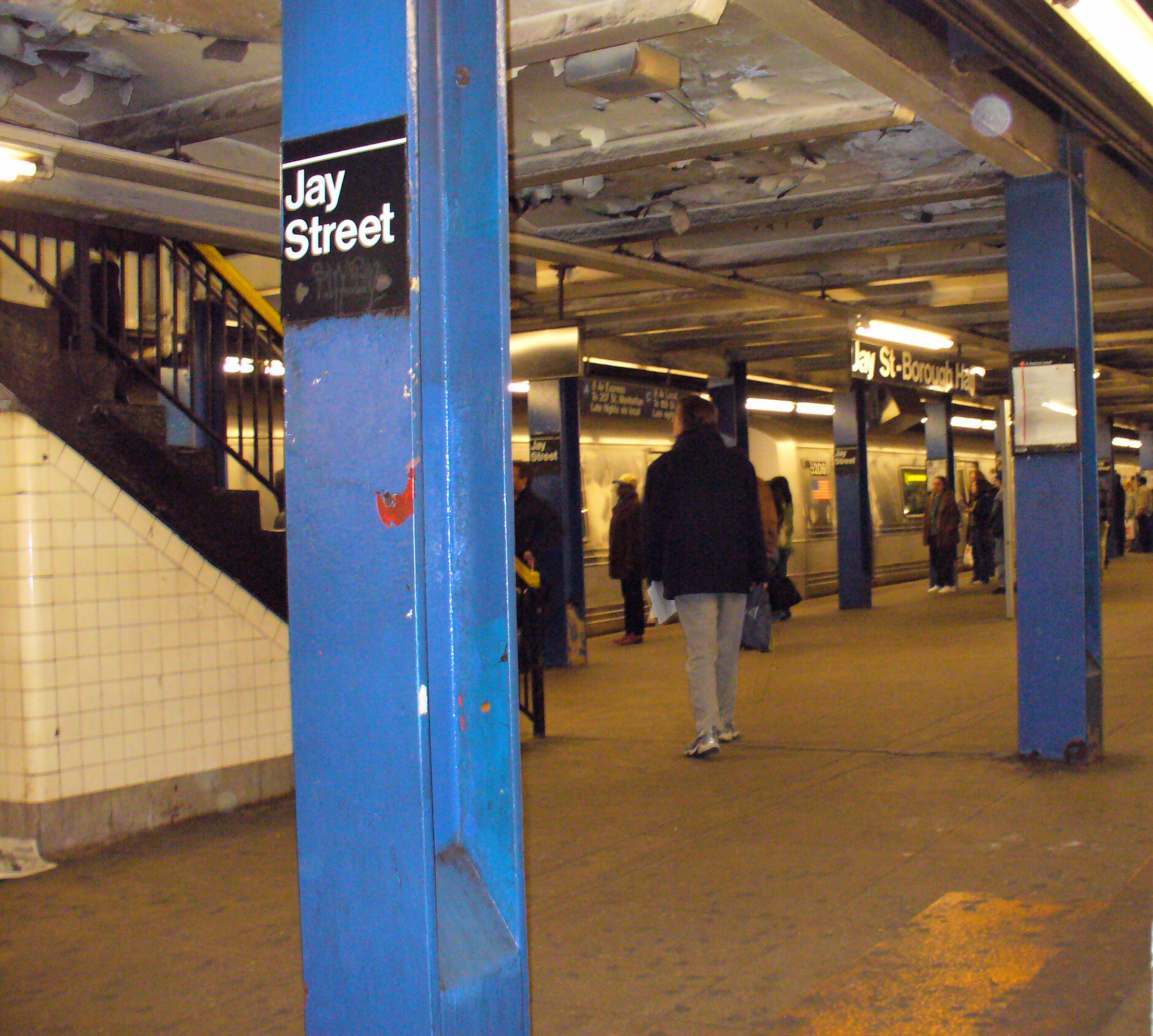
제이 스트리트-메트로테크 역

IND 컬버선의 지하 부분은 원래 브루클린 선(Brooklyn Line)으로 지정되었지만 스미스 스트리트 선(Smith Street Line), 처치 애비뉴 선(Church Avenue Line), 사우스브루클린 선(South Brooklyn Line) 및 기타 다양한 이름으로도 불려왔다. 프로스펙트 공원(Prospect Park)아래에 있는 급행 선로는 때로는 프로스펙트 파크 선(Prospect Park Line)이라고도 한다.
이 노선은 제이 스트리트-메트로테크 역에서 복복선으로 시작한다. 6번로선과 8번로선은 각각 컬버선과 풀튼 스트리트선으로 환승 및 이어진다. 역 남쪽의 스미스 스트리트 아래에서 운행되는 컬버선은 완행 선로와 급행 선로로 분리되며, 두 개의 급행 선로가 베르겐 스트리트에서 저상으로 내려가는 반면, 완행 선로는 호이트-셔머혼 스트리트 역의 IND 크로스타운선과 합쳐져 고상으로 진입한다. 제이 스트리트와 베르겐 스트리트 사이에서 IRT 이스턴 파크웨이선 및 풀턴 선을 따라 호이트-셔머혼 스트리트 역 동쪽으로 커브를 지나 더 깊은 터널과 광범위한 환기 시스템을 지난다.
캐롤 스트리트(Carroll Street)에서는 급행 선로가 진입하여 완행 선로에 다시 합류하고, 네 선로 모두가 컬버 바이덕트(Culver Viaduct)로 올라 9번가(Ninth Street)로 향한다. 파크 슬로프(Park Slope) 방향의 4번로(Fourth Avenue) 역 동쪽으로선로가 다시 지하가 된다. 과거 7번로의 완행 선로가 분기되어 15번가와 프로스펙트 파크 웨스트(Prospect Park West)에서 남쪽으로 꺾어 급행 선로는 프로스펙트 공원 직행 노선이 된다. 이것은 지하철의 두 지점 중 하나이다. 급행 선로가 완행 선로에서 분기되며, 다른 하나는 65번가와 36번가 사이의 IND 퀸즈 블러바드선에 있다. 급행 선로는 대략 테라스 플레이스(Terrace Place)와 프로스펙트 애비뉴(Prospect Avenue)에서 오른쪽으로 가며, 다시 프로스펙트 파크 퍼레이드 그라운드(Prospect Park Parade Grounds) 근처의 프로스펙트 애비뉴 와 포트 해밀턴 파크웨이(Fort Hamilton Parkway) 아래로 내려가 맥도날드 애비뉴로 올라간다. 이 노선은 최초의 컬버선 지상 철도를 처치 애비뉴 역을 통해 병행시킨다. 이 역은 원래 IND 서비스의 마지막 정거장이었다.
각 방향으로 완행 및 급행 선로에서 연결되는 양방향 단선은 G 열차의 전달 및 주박 시설로 사용되는 복복선의 처치 애비뉴 야드(Church Avenue Yard)로 내려간다.
네 개의 본선은 코텔유 로드(Cortelyou Road)와 애비뉴 C 사이의 맥도날드 애비뉴(McDonald Avenue)에 있는 컬버 램프(Culver Ramp)로 올라가며, 이는 IND 컬버선의 지하 부분과 구 BMT 컬버선 고가 구조물을 연결한다. IND 부문의 일부임에도 불구하고, 컬버 고가 부분은 BMT 무선 통신에 의해 제어되기 때문에, 열차 운영자는 이 시점에서 IND (B-2) 및 BMT (B-1) 무선 주파수 간을 변경한다.

#### 컬버 고가교

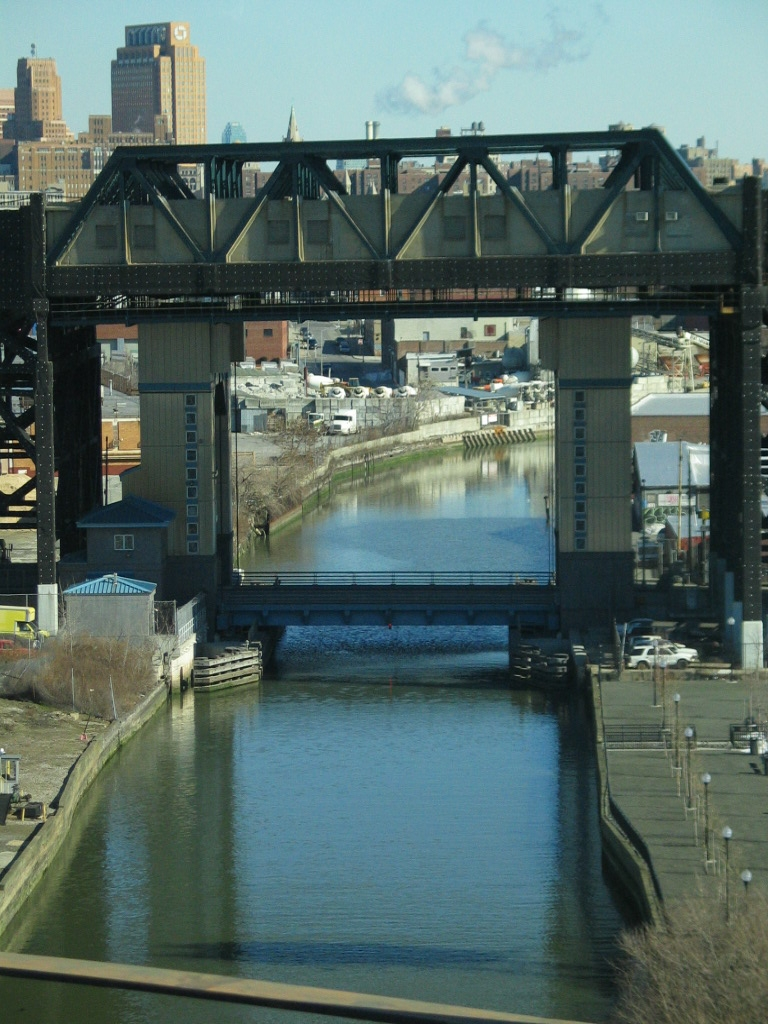
고와누스 운하 위의 컬버 고가교.

컬버선의 북부 구간은 복복선이며, 스미스-9th 스트리트 역과 4번로 역 구간을 제외하고는 모두 지하이다. 두 역은 9~10번가 사이에 있는 고와누스 운하(Gowanus Canal)에 걸친 1마일 길이의 강철 및 콘크리트 철교에 있다. 이 구조는 현재 컬버 고가교(Culver Viaduct) 또는 컬버선 고가교(Culver Line Viaduct)라고 불리는데, 원래 IND 지하철의 유일한 고가 부분이며, 현재 철거된 세계 박람회 철도를 제외한 유일한 지상선이었다. 철교는 운하의 깊이 (가장 깊은 지점이 15피트)와, 파크 슬로프 지역의 지형, 그리고 지역 내의 상점을 피하기 위해 때문에 지어졌다. 그렇지 않으면, 노선을 수반하는 터널을 운하와 BMT 4번로선 아래에 건설되었을 것이다.(지상 깊숙한 역을 필요로 함); 혹은 9번가가 운하와 BMT 지하철을 통과가기 위해 높이를 그 이상으로 올려졌을 것이다. 지하 터널 결정은 비싸고 비실용적인 것으로 간주되었고, 철교는 1927년에 결정되었을 때, 1,200만 달러의 건설 비용을 절약하는 것으로 추산되었다. 계획 기간 동안, 철교의 높이는 나중에 없어진 높은 선박 운송에 대한 항법 규정으로 인해 60 피트 (18 m)에서 90 피트 (27 m)로 증가했다. 이 때문에 스미스-9번가 역(Smith–Ninth Streets)은 87.5 피트 (26.7 m) 높이에 지어진, 세계에서 가장 높은 지하철 역으로 기록되었다. 한편 4번로 역은 실제로 7번로 지하역보다 낮은 고도의 고가에 위치한다.
대부분 역사적으로, G 계통은 스미스-9th 스트리트 역에서 종료되었으며 4번로 역에서 급행 선로와 스위치를 사용하여 병용한다. 이로 인해 F 계통이 지연되는 경우가 있었고 급행 계통이 작동하지 못하는 경우가 있었다. 2009년에 G의 종착역은 고가 철로의 개조 공사를 완료하기 위해 처치 애비뉴로 옮겨졌다. 2012년 7월, 이 확장 프로그램은 영구 적용되었다.

#### 자동화 장비
이 구간에는 뉴욕 지하철 자동화의 일환으로 4번로와 처치 애비뉴 사이의 남쪽 방향 급행 버스에 통신 기반 열차 제어(이하 CBTC) 장비가 있다. 총 비용은 9,960만 달러이며, 2005-2009년 자본 예산(1단계)에서 1,500만 달러를, 2010-2014년 자본 예산(2단계)에서 8,460만 달러를 제공한다. 설치는 지멘스와 탈레스 그룹 간의 합작 투자이며 이미 CBTC가 장착 된 R143 및 R160에 대한 선로의 새 신호를 테스트하는데 사용된다. 예상 완료 날짜는 2015년 3월로 예정되어 있고, 설치가 영구적일 것으로 예상된다. 2017년에 컬버선 급행 서비스가 구현 될 경우, 급행 서비스는 처음에는 CBTC를 사용하지 않으며, 급행 선로에서의 CBTC 테스트는 사용량이 적은 시간으로 제한된다. 이 구간의 완행 노선은 2015-2019년 자본 프로그램의 일환으로 CBTC를 받게된다.

### 디트마스 애비뉴 ~ 코니아일랜드 간

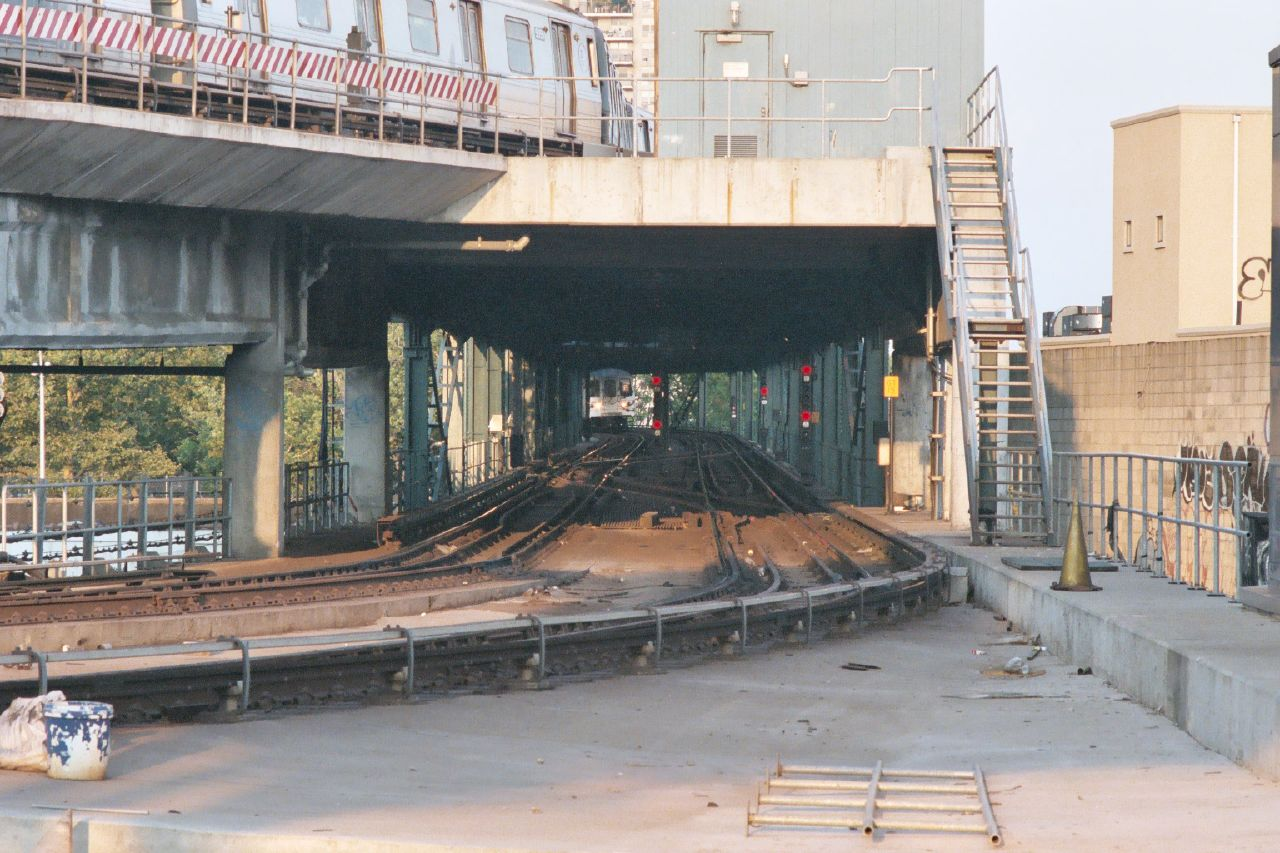
컬버선은 BMT 브라이튼선 아래의 코니아일랜드-스틸월 애비뉴 역에서 출발한다.

디트마스 애비뉴에서 컬버 램프(Culver Ramp)가 끝나고 지하에서 고가로 올라간다. 이것은 맥도날드 애비뉴(McDonald Avenue, 구 그레이브센드(Gravesend))를 통해 전 BMT 노선에서 승격 된 3트랙 듀얼 컨트랙트(Dual Contracts) 고가철도이다. 역 바로 앞에서, 남쪽 방향 완행 선로가 남쪽 방향 급행 선로로 합쳐지며, 북쪽 방향 급행 선로는 El's bidirectional center 급행 선로가 된다. 1990 년대와 2000년대에 이 구간의 중앙 급행 선로는 종종 비수익 시운전에 사용되었다. 애비뉴 X 역이후 진입로가 코니아일랜드 야드(Coney Island Yards)단지의 컬버 야드(Culver Yard)에 접근하기 위해 지상에서 갈라진다. 이 시점에서 컬버선은 두 개의 선로로 나뉘어 하나의 역 –넵튠 애비뉴(Neptune Avenue)역으로 돌기 전에 웨스트 8번가-뉴욕 아쿠아리움(West Eighth Street – New York Aquarium) 역으로 이동한다.
공식적으로 트랙 곡선이 BMT 브라이튼선의 우회로를 따라 2층역의 하단으로 들어가고 체이닝(chaining) 선로 지정이 IND B1 및 B2 선로에서 브라이튼 선의 BMT A1 및 A2 선로로 변경됨에 따라 컬버선이 끝난다. 그러나, 이 시점에서 브라이튼 선과의 연결은 더 이상 존재하지 않으며 모든 실제적인 목적을 위해 컬버선은 코니아일랜드-스틸월 애비뉴 역 터미널의 트랙 5와 6으로 계속된다.

## 역 목록
| 역 서비스 범례                        | 역 서비스 범례                            |
| ------------------------------------- | ----------------------------------------- |
| 전 시간대에 정차                      | 전 시간대에 정차                          |
| 새벽 시간대를 제외한 전 시간대에 정차 | 심야 시간대를 제외한 전 시간대에 정차     |
| 새벽 시간대에만 정차                  | 심야 시간대에만 정차                      |
| 러시아워 시간대에만 정차              | 출퇴근 시간대에만 정차                    |
| 시간대 세부 정보                      |                                           |
|                                       |                                           |
| 장애인 접근                           | 미국 장애인법 적용 역                     |
| ↑                                     | 미국 장애인법에 따라 화살표만 표시하는 역 |
| ↓                                     | 미국 장애인법에 따라 화살표만 표시하는 역 |
|                                       | 중이층으로만 이동가능한 엘리베이터        |

| 인근 위치                                                                                                |                                                   | 역 (한글)                                         | 역 (영문)                                         | 선로                                              | 운행 계통                                         | 개업일자                                          | 환승 및 참고 |
| IND 6번로선 완행 선로(F <F> )에서 이어지면서 시작                                                        | IND 6번로선 완행 선로(F <F> )에서 이어지면서 시작 | IND 6번로선 완행 선로(F <F> )에서 이어지면서 시작 | IND 6번로선 완행 선로(F <F> )에서 이어지면서 시작 | IND 6번로선 완행 선로(F <F> )에서 이어지면서 시작 | IND 6번로선 완행 선로(F <F> )에서 이어지면서 시작 | IND 6번로선 완행 선로(F <F> )에서 이어지면서 시작 | IND 6번로선 완행 선로(F <F> )에서 이어지면서 시작                                                                          |
| --- | ------------------------------------------------- | ------------------------------------------------- | ------------------------------------------------- | ------------------------------------------------- | ------------------------------------------------- | ------------------------------------------------- | --- |
| 다운타운 브루클린                                                                                        |                                                   | 제이 스트리트-메트로테크                          | Jay Street–MetroTech                              | 모두 정차                                         | F <F>                                             | 1933년 2월 1일                                    | IND 풀턴 스트리트선 (A C ) BMT 4번로선 (틀:NYCS Montague)                                                                  |
| 급행 선로 시작 (정규운행 없음)                                                                           |                                                   |                                                   |                                                   |                                                   |                                                   |                                                   | |
| IND 크로스타운선(G )과 완행 선로로 합쳐짐                                                                |                                                   |                                                   |                                                   |                                                   |                                                   |                                                   | |
| 코블힐                                                                                                   |                                                   | 베르겐 스트리트                                   | Bergen Street                                     | 모두 정차                                         | F G                                               | 1933년 3월 20일                                   | 상위층: 완행 (서비스 내) 하위층: 급행 (정규운행 없음)                                                                      |
| 캐럴 가든스                                                                                              |                                                   | 캐럴 스트리트                                     | Carroll Street                                    | 완행                                              | F G                                               | 1933년 10월 7일                                   | |
| 고와누스                                                                                                 |                                                   | 스미스-9th 스트리트                               | Smith–Ninth Streets                               | 완행                                              | F G                                               | 1933년 10월 7일                                   | |
| 고와누스                                                                                                 |                                                   | 4번로                                             | Fourth Avenue                                     | 완행                                              | F G                                               | 1933년 10월 7일                                   | BMT 4번로선 (틀:NYCS Fourth local) : 9번가                                                                                 |
| 파크 슬로프                                                                                              |                                                   | 7번로                                             | Seventh Avenue                                    | 모두 정차                                         | F G                                               | 1933년 10월 7일                                   | |
| 급행 선로가 분기 (정규운행 없음)                                                                         |                                                   |                                                   |                                                   |                                                   |                                                   |                                                   | |
| 윈저 테라스                                                                                              |                                                   | 15번가-프로스펙트 파크                            | 15th Street–Prospect Park                         | 완행                                              | F G                                               | 1933년 10월 7일                                   | |
| 윈저 테라스                                                                                              | 급행 선로가 아래 층으로 합쳐짐 (정규운행 없음)    |                                                   |                                                   |                                                   |                                                   |                                                   | |
| 윈저 테라스                                                                                              |                                                   | 포트 해밀턴 파크웨이                              | Fort Hamilton Parkway                             | 완행                                              | F G                                               | 1933년 10월 7일                                   | |
| 급행 선로 증가 (정규운행 없음)                                                                           |                                                   |                                                   |                                                   |                                                   |                                                   |                                                   | |
| 켄싱턴                                                                                                   |                                                   | 처치 애비뉴                                       | Church Avenue                                     | 모두 정차                                         | F G                                               | 1933년 10월 7일                                   | G 열차의 남쪽 종착역 |
| 처치 애비뉴 야드와 선로 연결                                                                             |                                                   |                                                   |                                                   |                                                   |                                                   |                                                   | |
| 남쪽 방향 급행 선로는 남쪽 방향 완행 선로와 양방향 급행 선로로 합쳐져 3개 선로를 만든다. (구 BMT 컬버선) |                                                   |                                                   |                                                   |                                                   |                                                   |                                                   | |
| 선셋 파크                                                                                                |                                                   | 9번로                                             | Ninth Avenue                                      | 모두 정차                                         | 컬버 셔틀                                         | 1919년 3월 16일                                   | 하위 층에서 정차, 1975년 5월 11일에 폐쇄. 과거 BMT 웨스트 엔드선과 환승되었음.                                             |
| 버러 파크                                                                                                |                                                   | 포트해밀턴 파크웨이                               | Fort Hamilton Parkway                             | 완행                                              | 컬버 셔틀                                         | 1919년 3월 16일                                   | 1975년 5월 11일에 폐쇄, 1985년에 철거.                                                                                     |
| 버러 파크                                                                                                |                                                   | 13번가                                            | 13th Avenue                                       | 완행                                              | 컬버 셔틀                                         | 1919년 3월 16일                                   | 1975년 5월 11일에 폐쇄, 1985년에 철거.                                                                                     |
| 켄싱턴/ 버러 파크                                                                                        |                                                   | 디트마스 애비뉴                                   | Ditmas Avenue                                     | 완행                                              | 틀:NYCS Culver IND south local                    | 1919년 3월 16일                                   | |
| 켄싱턴/ 버러 파크                                                                                        |                                                   | 18번로                                            | 18th Avenue                                       | 모두 정차                                         | 틀:NYCS Culver IND south                          | 1919년 3월 16일                                   | |
| 미드우드                                                                                                 |                                                   | 애비뉴 I                                          | Avenue I                                          | 완행                                              | 틀:NYCS Culver IND south local                    | 1919년 3월 16일                                   | |
| 미드우드                                                                                                 |                                                   | 베이 파크웨이                                     | Bay Parkway                                       | 완행                                              | 틀:NYCS Culver IND south local                    | 1919년 3월 16일                                   | |
| 미드우드                                                                                                 |                                                   | 애비뉴 N                                          | Avenue N                                          | 완행                                              | 틀:NYCS Culver IND south local                    | 1919년 3월 16일                                   | |
| 그레이브샌드                                                                                             |                                                   | 애비뉴 P                                          | Avenue P                                          | 완행                                              | 틀:NYCS Culver IND south local                    | 1919년 3월 16일                                   | |
| 그레이브샌드                                                                                             |                                                   | 킹스 하이웨이                                     | Kings Highway                                     | 모두 정차                                         | 틀:NYCS Culver IND south                          | 1919년 3월 16일                                   | 러시아워 중 일부 F 열차의 남부 종착역                                                                                      |
| 그레이브샌드                                                                                             |                                                   | 애비뉴 U                                          | Avenue U                                          | 완행                                              | 틀:NYCS Culver IND south local                    | 1919년 5월 10일                                   | |
| 그레이브샌드                                                                                             |                                                   | 애비뉴 X                                          | Avenue X                                          | 완행                                              | 틀:NYCS Culver IND south local                    | 1919년 5월 10일                                   | |
| 급행 선로는 남쪽 방향 완행 선로로 합쳐지고 코니아일랜드 야드로 계속 진행됨.                              |                                                   |                                                   |                                                   |                                                   |                                                   |                                                   | |
| 코니아일랜드                                                                                             |                                                   | 넵튠 애비뉴                                       | Neptune Avenue                                    | 모두 정차                                         | 틀:NYCS Culver IND south                          | 1920년 5월 1일                                    | |
| 코니아일랜드                                                                                             |                                                   | 웨스트 8번가-뉴욕 아쿠아리움                      | West Eighth Street–New York Aquarium              | 모두 정차                                         | 틀:NYCS Culver IND south                          | 1917년 5월 19일                                   | BMT 브라이턴선 (틀:NYCS Brighton south)                                                                                    |
| 코니아일랜드                                                                                             |                                                   | 코니아일랜드-스틸월 애비뉴                        | Coney Island–Stillwell Avenue                     | 모두 정차                                         | 틀:NYCS Culver IND south                          | 1919년 5월 30일                                   | BMT 브라이턴선 (틀:NYCS Brighton south) BMT 시 비치선 (틀:NYCS Sea Beach south) BMT 웨스트 엔드선 (틀:NYCS West End south) |

## 같이 보기
- 코니아일랜드의 교통